# Caracal (Olt)
Pour les articles homonymes, voir Caracal (homonymie).
Caracal est une municipalité et une ville roumaine du județ d'Olt, dans la région historique de Valachie et dans la région de développement du Sud-ouest.

## Géographie
La ville de Caracal est située dans le sud-ouest du județ, à la limite avec le județ de Dolj, dans la plaine roumaine (Câmpia Romanațului), entre les rivières Olt et Jiu, en Petite Valachie (Olténie). Elle est à 44 km au sud de Slatina et à 54 km au sud-est de Craiova.

## Étymologie
La légende raconte que Caracal tirerait son nom de l'empereur romain Caracalla. Il est plus vraisemblable que son nom vienne des mots coumans kara (noir) et kral (forteresse). Une troisième hypothèse, zoologiquement et bio-géographiquement peu probable, attribue le nom de Caracal au nom turc d'origine du caracal (karakulak, l'animal).

## Histoire

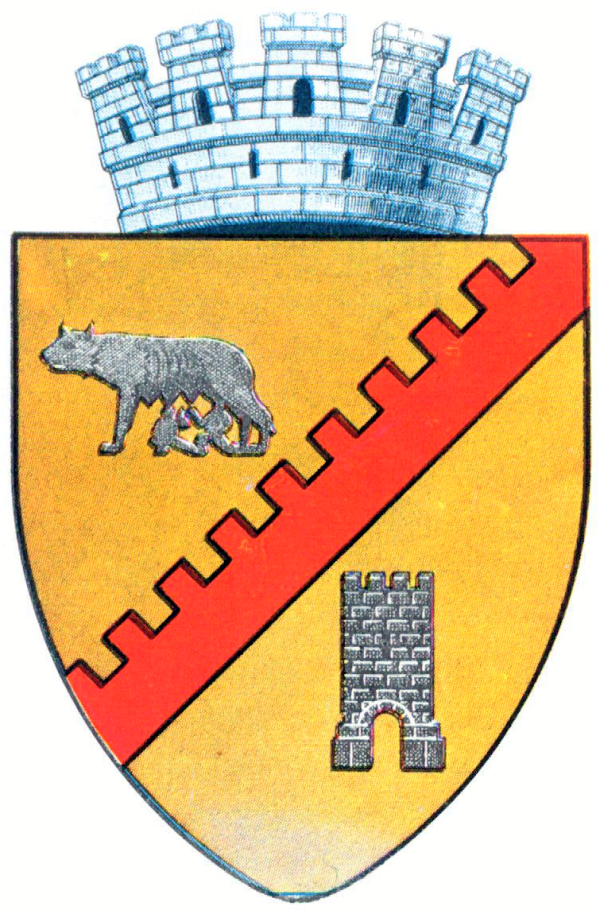
Les armes de Caracal pendant l'entre-deux-guerres

Selon les protochronistes, fort influents en Roumanie, la ville aurait été fondée par l'empereur romain Caracalla, bien que l'abandon de la Dacie par les Romains au IIIe siècle rende cette hypothèse difficile à défendre.
La première mention écrite de la ville date du 17 novembre 1598 dans un document émanant de la chancellerie des voïvodes de Valachie à Târgoviște.
Caracal, au centre d'une très riche plaine agricole, a été de tous temps, une ville de marché et un centre de commerce. Au XIXe siècle, elle devient un centre administratif avec la création du județ de Romanați dont elle restera le chef-lieu jusqu'en 1950 et la disparition de ce județ.
Comme toute la Roumanie, Caracal a subi les régimes dictatoriaux carliste, fasciste et communiste de février 1938 à décembre 1989, mais connaît à nouveau la démocratie depuis 1990.
Durant la dictature communiste, elle devient un centre industriel (textiles) et une très importante base militaire.
En 1994, elle obtient le statut de municipalité.

## Politique
| Parti | Parti                                                 | Sièges |
| ----- | ----------------------------------------------------- | ------ |
|       | Parti social-démocrate (PSD)                          | 12     |
|       | Parti national libéral (PNL)                          | 4      |
|       | Union nationale pour le progrès de la Roumanie (UNPR) | 2      |
|       | Alliance des libéraux et démocrates (ALDE)            | 1      |

## Démographie
Lors du recensement de 2011, 87,25 % de la population se déclarent roumains et 3,97 % Roms (0,09 % déclarent une autre appartenance ethnique et 8,68 % ne déclarent pas d'appartenance ethnique).
Par ailleurs, 90,67 % de la population déclarent être chrétiens orthodoxes (0,62 % déclarent une autre appartenance religieuse et 8,7 % ne déclarent pas d'appartenance religieuse).

## Économie
La ville est un centre commercial et administratif pour la partie sud du județ. Les industries textiles ont beaucoup souffert des restructurations qui ont suivi la Libération de 1989 et les privatisations ne se sont pas traduites par des investissements, mais par des licenciements.
La base militaire, jadis vouée au Pacte de Varsovie, a été modernisée après l'intégration de la Roumanie dans l'OTAN et le centre d'entraînement des « camarades étrangers en lutte pour la libération de leurs patries du joug colonialiste et impérialiste » (comme on appelait officiellement les mouvements de guérillas marxistes dans les années 1950-1980) a été fermé.

## Communications

### Routes
Caracal est un nœud routier entre la route nationale DN54 Râmnicu Vâlcea-Caracal-Corabia et la route nationale DN6 Craiova-Roșiorii de Vede-Alexandria.

### Voies ferrées
Caracal est desservie par deux lignes de chemin de fer qui la mettent en relation directe avec plusieurs villes du pays :
- la ligne Râmnicu Vâlcea-Piatra-Olt-Caracal-Corabia ;

et
- la ligne Craiova-Caracal-Roșiorii de Vede-Bucarest.

### Aéroport
L'aéroport le plus proche est celui de Craiova.

## Culture

### Éducation
Caracal possède quatre lycées d'enseignement général dont le Collège National Ioniță Asan et le lycée Mihai Viteazul, un lycée agricole, un lycée technique ainsi qu'une école supérieure de santé (l'école supérieure Carol Davila), une faculté d'économie et d'administration dépendant de l'Université de Craiova et une filiale de l'Université d'Écologie de Bucarest.

### Musées
L'éco-musée du Romanați de Caracal, fondé en 1949, présente de nombreuses collections d'histoire, archéologie et ethnographie locale.

### Lieux et monuments
- Parc Constantin Poroineanu ;

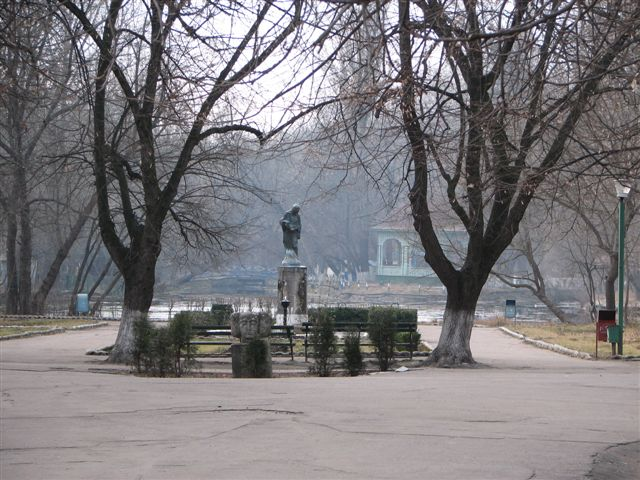
Dans le parc C. Poroineanu

- Maison mémorielle de Iancu Jianu, haïdouk local du début du XIXe siècle ;
- Centre de la ville aux nombreuses constructions fin XIXe siècle début XXe siècle comme le Palais de Justice (1896), l'Hôtel de Ville, le Théâtre National (de style éclectique), de nombreuses maisons.

## Sports
L'équipe de football du FC Caracal évolue en Ligue 3 (troisième division) du championnat de football.

## Jumelages
Caracal est jumelée avec :
- Białogard (Pologne) depuis 2007
- Montana (Bulgarie) depuis 2006
- Jelgava (Lettonie) depuis 2007

Des accords de coopération existent avec
- Tcherven bryag (Bulgarie) depuis 2008

## Personnalités
- Gheorghe Argeșanu, (1883-1940), homme politique roumain, premier ministre en 1939, assassiné par la Garde de fer ;
- Iancu Jianu (en), 1787-1842), révolutionnaire et chef des haïdouks qui participa en 1821 à la Révolution de 1821 en Moldavie et Valachie.